# راشيل تاكر
راشيل تاكر (بالإنجليزية: Rachel Tucker)‏ هي مغنية وممثلة بريطانية، ولدت في 29 مايو 1981 في بلفاست في المملكة المتحدة.

## وصلات خارجية
- راشيل تاكر على موقع IMDb (الإنجليزية)
- راشيل تاكر على موقع ميوزك برينز (الإنجليزية)
- راشيل تاكر على موقع قاعدة بيانات برودواي على الإنترنت (الإنجليزية)
- راشيل تاكر على موقع قاعدة بيانات الفيلم (الإنجليزية)